# Kharbandavān
Kharbandavān (persiska: خربندوان, Zīārat Mowlá, Khar Bandān, زیارت مولی, خَر بَندان) är en ort i Iran.   Den ligger i provinsen Hormozgan, i den sydöstra delen av landet, 1 100 km sydost om huvudstaden Teheran. Kharbandavān ligger 29 meter över havet och antalet invånare är 269.
Terrängen runt Kharbandavān är platt åt sydväst, men åt nordost är den kuperad. Runt Kharbandavān är det ganska glesbefolkat, med 25 invånare per kvadratkilometer. Närmaste större samhälle är Sarzeh Khārūk, 14,8 km norr om Kharbandavān. Trakten runt Kharbandavān är ofruktbar med lite eller ingen växtlighet.